# トーンズ・フォー・ジョーンズ・ボーンズ
『トーンズ・フォー・ジョーンズ・ボーンズ』（Tones for Joan's Bones）は、アメリカ合衆国のジャズ・ピアニスト、チック・コリアが1966年に録音・1968年に発表した、リーダー作としては初のスタジオ・アルバム。

## 背景
本作はハービー・マンがアトランティック・レコード傘下のレーベルとして新設した「ヴォルテックス・レコード」から発売され、コリアはマンのバンドでサイドマンを務めていたことから、本作の制作が持ちかけられた。ただし、マンはティンバレスやコンガを導入したラテンジャズ路線のアルバムを要求したが、コリアはそれに反対し、クインテット編成による録音にこだわったという。
コリアは本作の録音に先がけて、1966年11月17日にブルー・ミッチェルのアルバム『ボス・ホーン』の録音に参加しており、ここで本作にも収録された曲「トーンズ・フォー・ジョーンズ・ボーンズ」と「ストレイト・アップ・アンド・ダウン」を提供している。また、1967年3月にはスタン・ゲッツのアルバム『スウィート・レイン』の録音でサイドマンを務めており、ここでは本作収録曲「ライザ」が再演された。

## 評価・影響
ジム・トッドはオールミュージックにおいて5点満点中4.5点を付け「燃えるような、そして先進的なハード・バップ作品」と評している。日本のジャズ・ピアニスト、ケイ赤城は、2004年のアルバム『モダン・アイボリー〜プレイング・ザ・レジェンズ・オブ・ピアノ』において、本作収録曲「ライザ」を取り上げた。

## 収録曲
特記なき楽曲はチック・コリア作曲。
1. ライザ - "Litha" - 13:36
2. ジス・イズ・ニュー - "This Is New" (Kurt Weill, Ira Gershwin) - 7:41
3. トーンズ・フォー・ジョーンズ・ボーンズ - "Tones for Joan's Bones" - 6:11
4. ストレイト・アップ・アンド・ダウン - "Straight Up and Down" - 12:34

## 参加ミュージシャン
- チック・コリア - ピアノ
- ウディ・ショウ - トランペット
- ジョー・ファレル - テナー・サクソフォーン、フルート
- スティーヴ・スワロウ - ダブル・ベース
- ジョー・チェンバース - ドラムス